# Том Де Мюл
Том Де Мюл (нід. Tom De Mul; народився 4 березня 1986 року, Капеллен) — колишній бельгійський футболіст, що виступав на позиції півзахисника. 2007 року провів два матчі в складі національної збірної Бельгії.

## Клубна кар'єра
Том Де Мюл почав свою футбольну кар'єру у складі юнацької команди клубу «Жерміналь Беєрсхот», потім у 15 років потрапив до футбольної академії амстердамського «Аякса». Дебют Тома в основній команді «Аякса» відбувся 25 січня 2004 року в матчі проти НЕКа, що завершився перемогою «Аякса» з рахунком 1:0, Том у матчі вийшов на заміну на 63-ій хвилині замість Віктора Сікори. Загалом у чемпіонаті Нідерландів сезону 2003/04 Де Мюл зіграв 2 матчі. У сезоні 2004/05 Том зіграв 6 матчів і відзначився одним м'ячем, який Де Мюл забив 15 серпня 2004 року в матчі проти «Твенте», що завершився перемогою «Аякса» з рахунком 3:2.
У 2005 році Тома віддали в оренду клубові «Вітессе». Де Мюл дебютував за новий клуб 27 серпня 2005 року в матчі проти «АЗ», який завершився розгромною поразкою «Вітесса» з рахунком 5:0. Том тоді вийшов на заміну на 46-й хвилині, але через 35 хвилин його замінили на Елдрідге Роєра. Де Мюл швидко закріпився в основному складі, відігравши в сезоні 2005/06 27 матчів і забивши 2 м'ячі. По закінченні оренди Том повернувся до «Аякса» і дістав місце в основному складі. У сезоні 2006/07 Де Мюл зіграв 28 матчів і забив 4 м'ячі. Загалом у складі «Аякса» Том зіграв 36 матчів і забив 5 м'ячів.
2007 року Де Мюл перейшов до іспанської «Севільї», яка заплатила близько 5 млн євро. У складі «Севільї» Том став володарем суперкубка Іспанії 2007 року. У «Севільї» Де Мюл рідко потрапляв до основного складу команди і в січні 2009 року на правах оренди перейшов до бельгійського «Генка», за чотири місяці Де Мюл провів у чемпіонаті 13 матчів і забив 4 м'ячі, а також став володарем кубка Бельгії.
22 травня 2014 року, через два роки після закінчення контракту з Севільєю, Де Мюл оголосив про завершення кар'єри футболіста, назвавши причиною постійні травми.

## Кар'єра в збірній
У національній збірній Бельгії Том дебютував 2 червня 2007 року в матчі проти збірної Португалії, Де Мюл на 61-й хвилині вийшов на заміну замість Франсуа Стершеля, матч завершився поразкою Бельгії з рахунком 2:1.
2008 року в складі олімпійської збірної Бельгії взяв участь у Літніх Олімпійських іграх 2008, де його збірна посіла четверте місце.

## Досягнення
- Чемпіон Нідерландів: 2004
- Володар Суперкубка Нідерландів: 2006
- Володар Кубка Нідерландів: 2007
- Володар Суперкубка Іспанії: 2007
- Володар Кубка Бельгії: 2009